# Barbakane

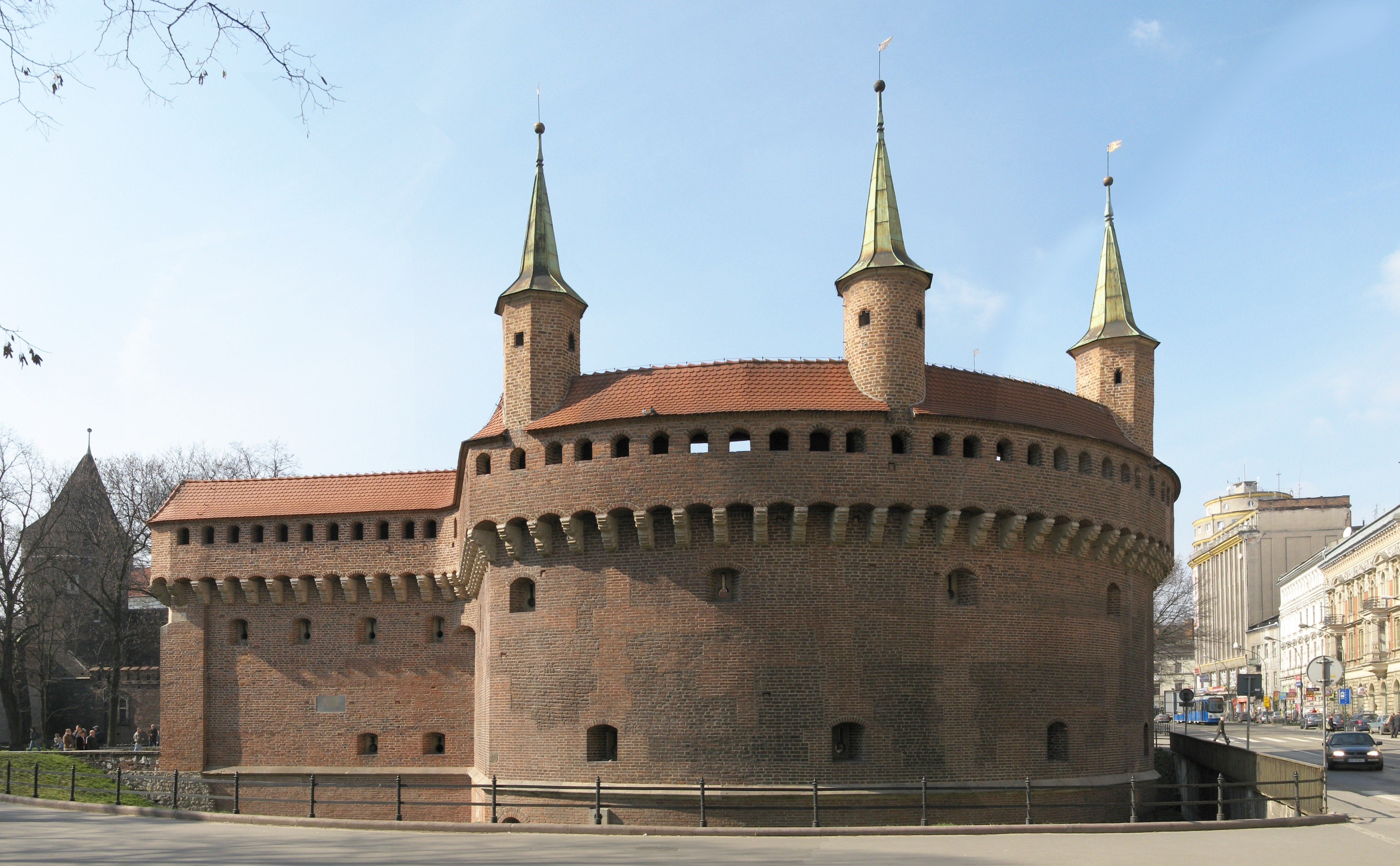
Barbakan von Krakau

Die Barbakane (auch der Barbakan) ist ein dem Tor einer spätmittelalterlichen bzw. renaissancezeitlichen Burg oder Stadtmauer vorgelagertes Verteidigungswerk in Form einer runden Bastei. Die in klassischer Baumanier runde Bauform diente als Kanonenbastion ohne Vorzugsrichtung für das Richten der dort frei aufgestellten Kanonen. Die Barbakanen entstammen dem Versuch, in der zweiten Hälfte des 15. Jahrhunderts auf die Feuerwaffen zu reagieren, indem man den Toren gut zu verteidigende, zusätzliche Wehr- und Schutzbauten vorschaltete. Später wurden Raveline in ähnlicher Funktion eingesetzt.

## Abgrenzung
Im Gegensatz zum Torzwinger stand die Barbakane mit der Ringmauer nicht oder nur teilweise in Verbindung und wurde nicht selten jenseits des Grabens errichtet.
Vorläufer der Barbakane finden sich an eisenzeitlichen Hillforts (Craig Gwrtheyrn).

## Beispiele in Mitteleuropa

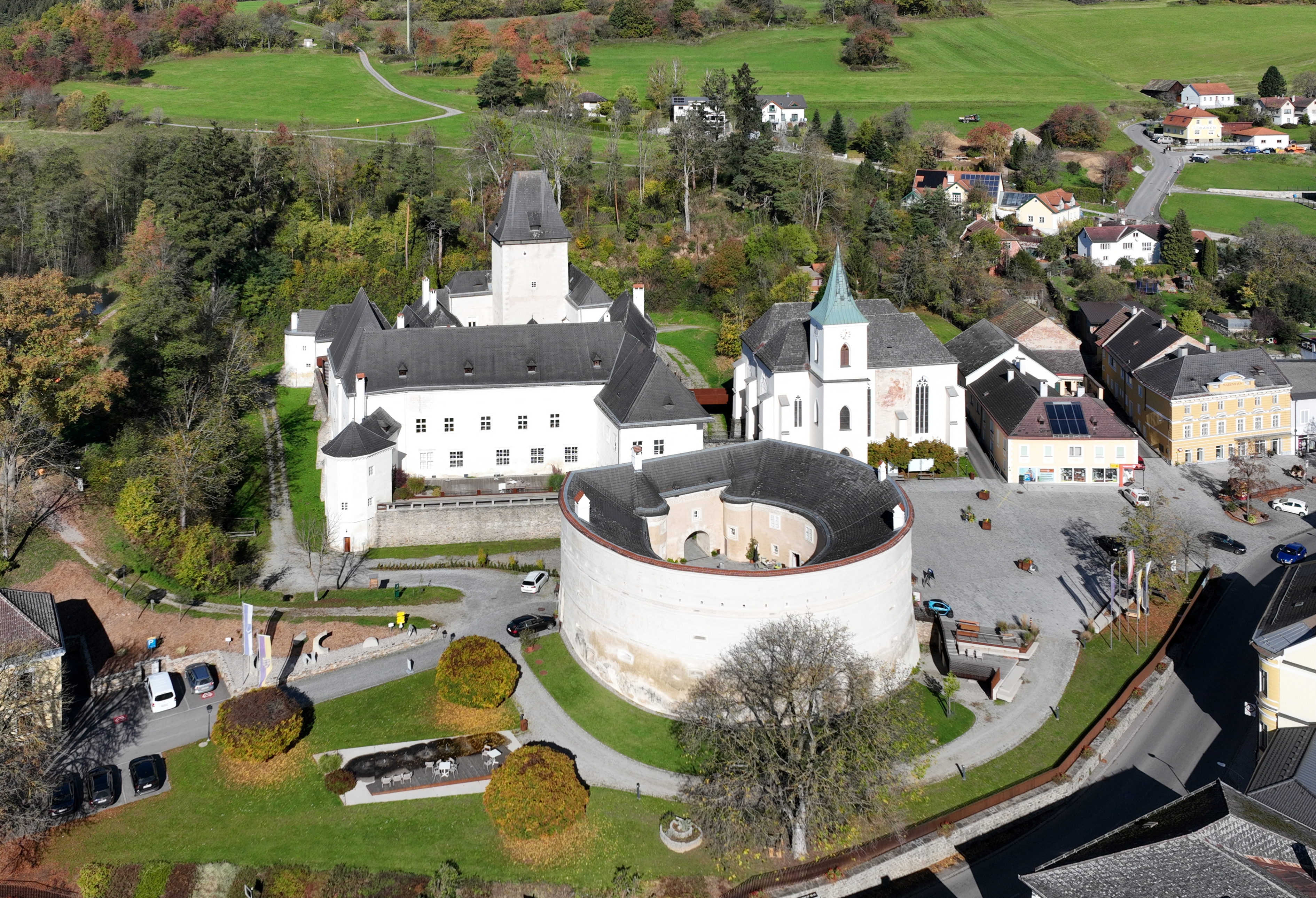
Barbakane mit rd. 50 m Durchmesser vor dem Schloss in Pöggstall

Die größte erhaltene Barbakane Europas ist der Barbakan vor dem Florianstor in Krakau, Polen.
Weitere Barbakanen:
- Görlitz (der Kaisertrutz am Kulturhistorischen Museum Görlitz)
- Naumburg an der Saale am Marientor
- Jena am Pulverturm
- Rothenburg ob der Tauber
- Aachen am Ponttor
- Nürnberg (Rekonstruktion)
- Warschau (Rekonstruktion)
- Peinkammertor in Danzig (Rekonstruktion)
- Marienburg in Malbork
- im Bereich der Stadtburg Banská Bystrica
- Moskau
- York (Walmgate Bar)
- in der Altstadt von Carcassonne
- am Fort de Salses im Roussillon
- Burg Friedland im gleichnamigen Ort in Böhmen

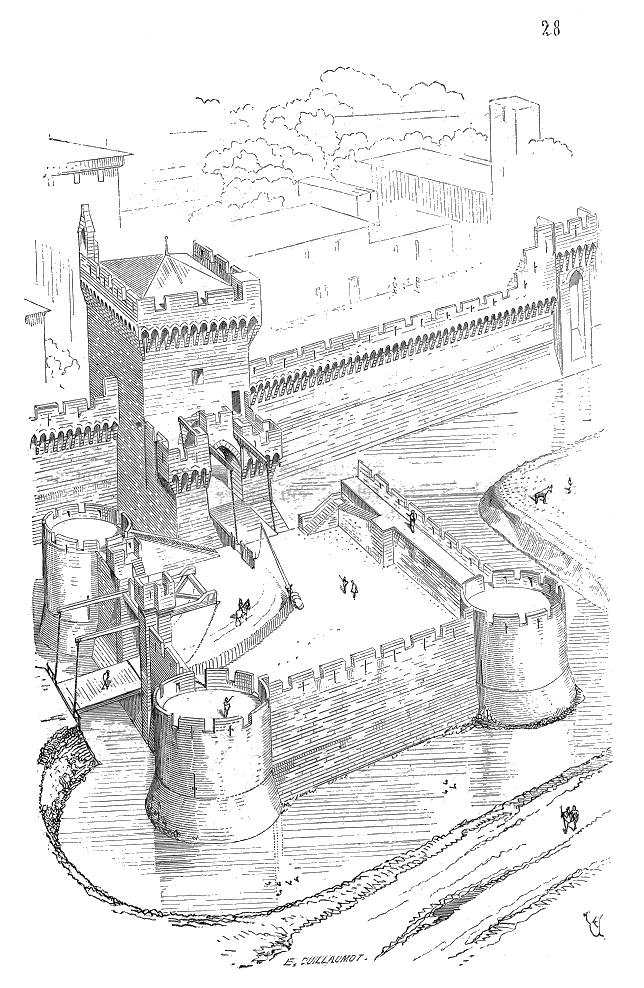
Abgewinkelte Wegführung durch die Barbakane des Lazarus-Tores in Avignon
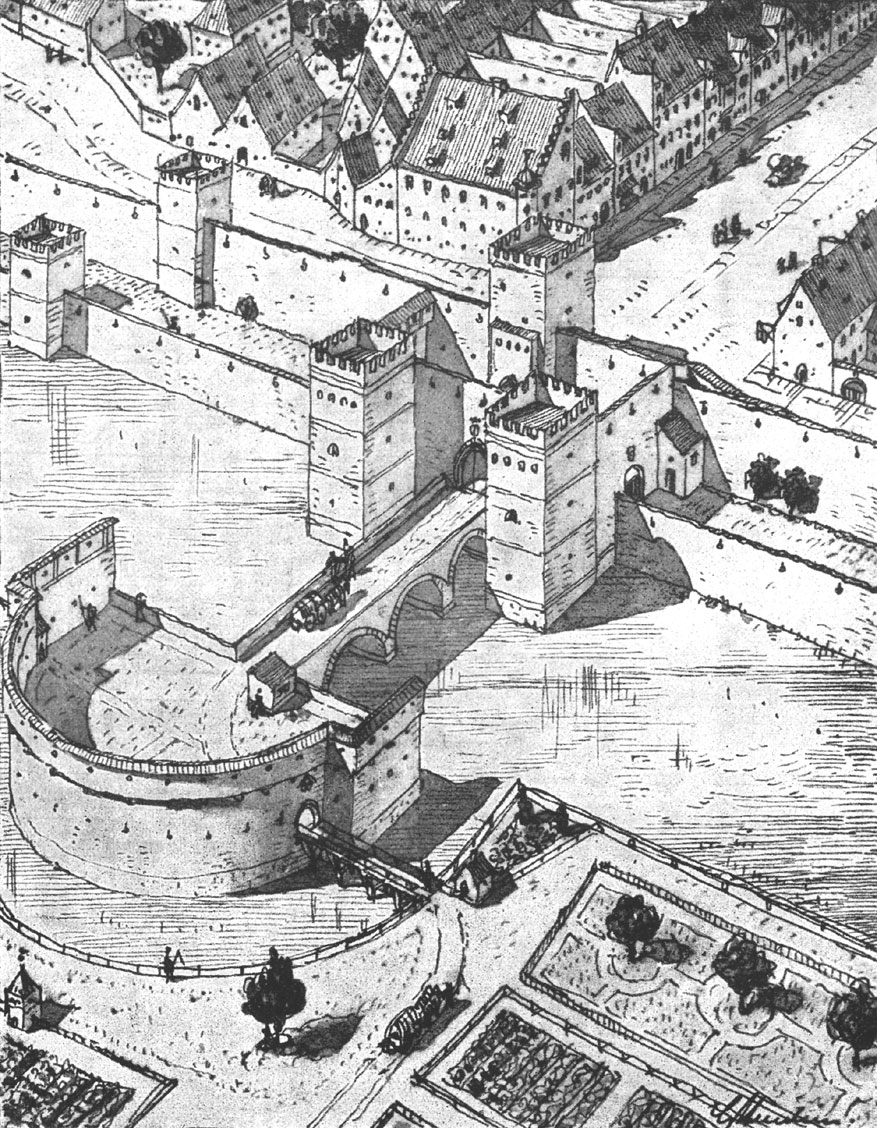
Barbakane vor dem Neuhauser Tor in München
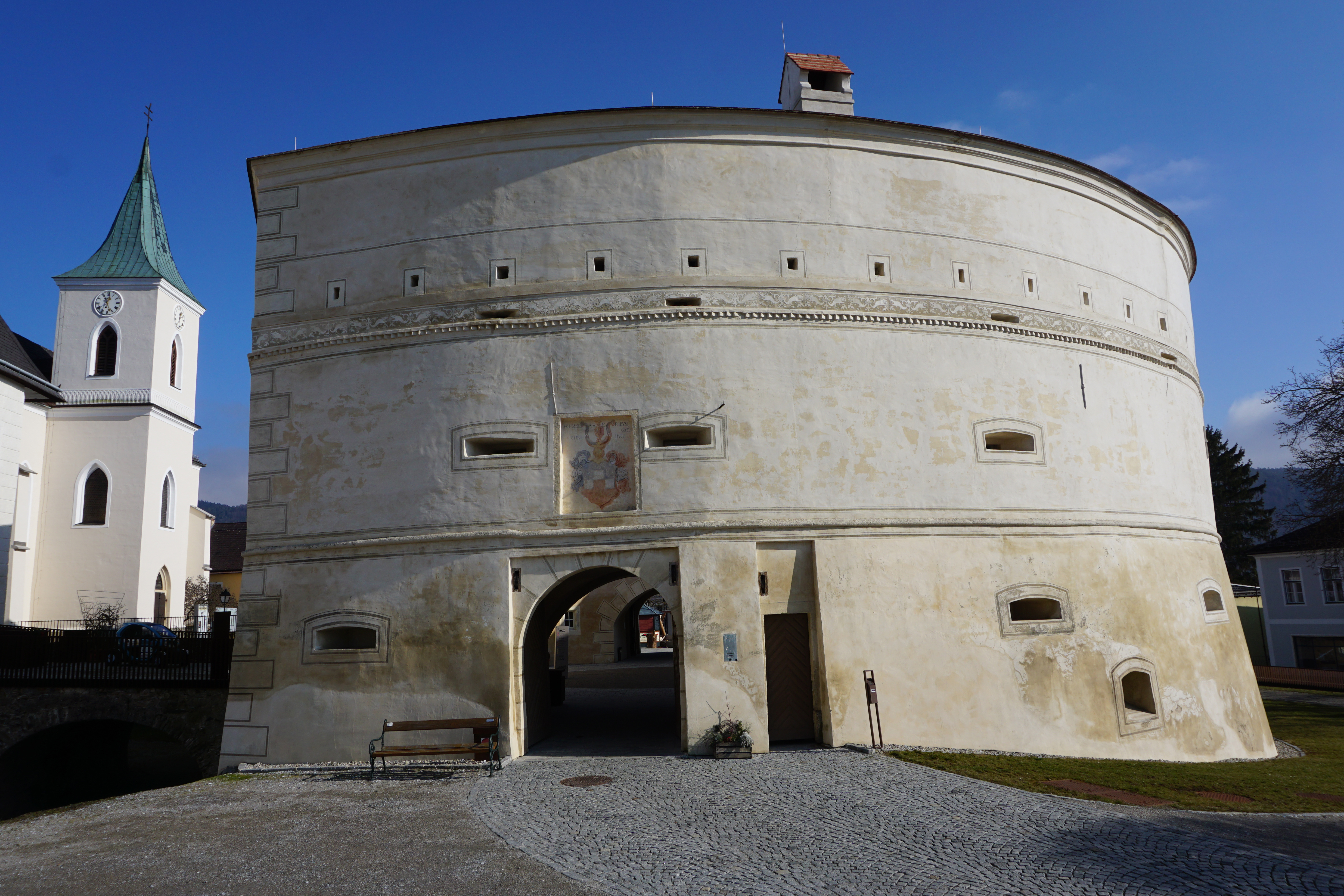
Barbakane vor Schloss Pöggstall in Niederösterreich
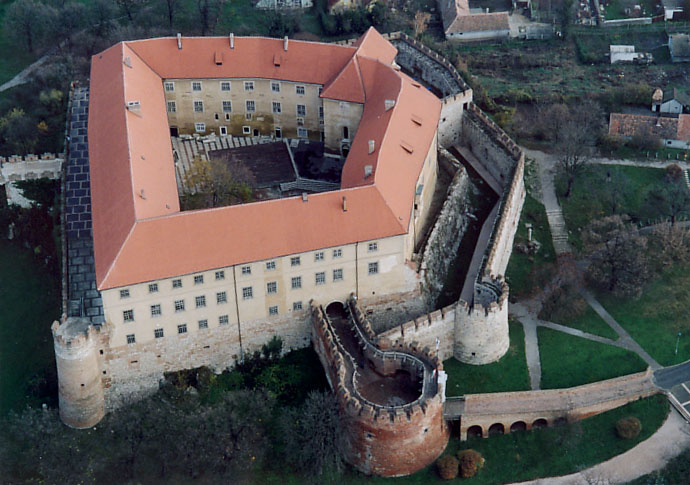
Burg Siklós (Ungarn) mit Barbakane in Rondell-Form
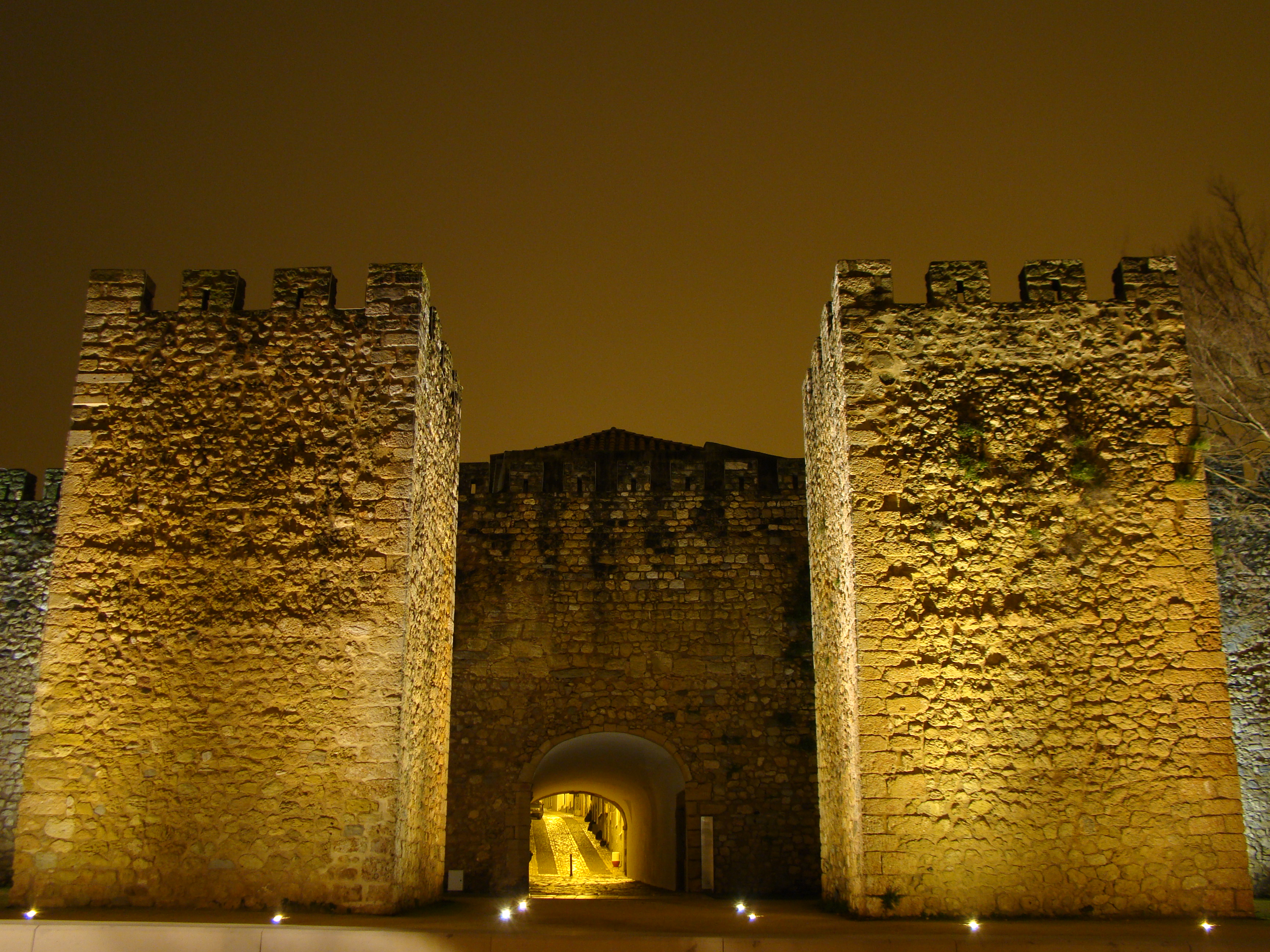
Maurische Barbakane am Stadttor von Lagos in der Algarve
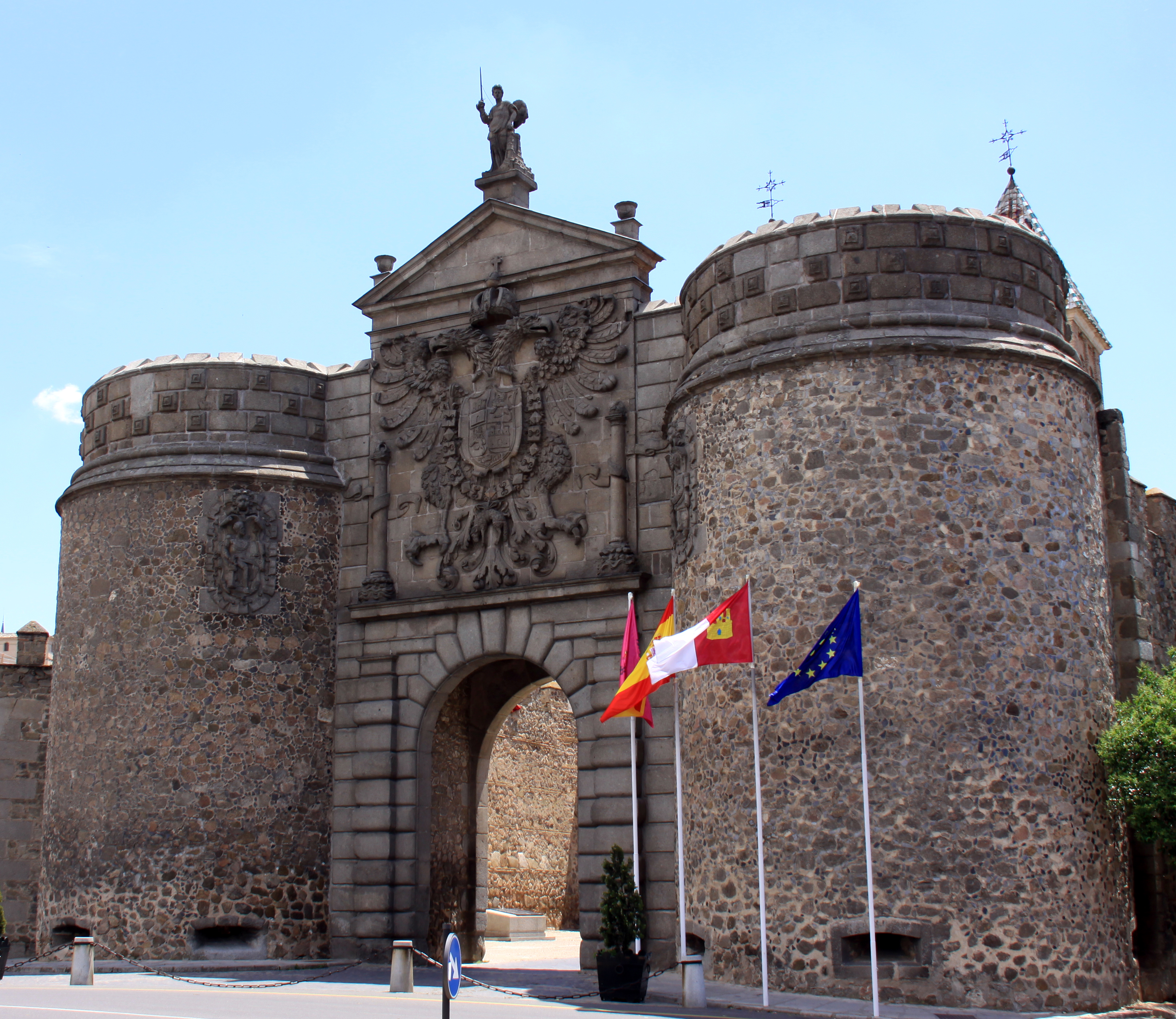
Puerta de Bisagra in Toledo

## Iberische Halbinsel
Im spanischen Sprachraum gibt es als Besonderheit die Torre Albarrana (arabisch براني, DMG barrānī = „außen“; engl.: „Albarrana tower“), die so oder ähnlich auch in anderen auf der Iberischen Halbinsel gesprochenen Sprachen bezeichnet wird. Die spezifische Bauweise besteht darin, dass die Torres albarranas meistens rechteckig oder polygonal ausgeführt sind.
Die Türme wurden von den Mauren errichtet, als diese zwischen dem 8. und 14. Jahrhundert die Iberische Halbinsel erobert hatten. Besonders im 12. Jahrhundert zur Zeit der Almohaden entstanden in Südspanien diese Befestigungswerke.
Die Türme wurden mehrere Meter vor der Verteidigungsmauer (Kurtine) errichtet und waren nur über eine Brücke von der Mauer aus zu erreichen. Oft war die Brücke durch eine abnehmbare Holzkonstruktion mit der Mauer verbunden. Die ältesten Albarranas waren pentagonal oder oktogonal (beispielsweise in Badajoz, Tarifa, Sevilla). Im Laufe der Zeit setzte sich ein eher rechtwinkliger Grundriss durch.
Die bekanntesten Exemplare:
- Torre de Espantaperros in Badajoz. Wahrscheinlich einer der ersten Türme dieser Art, errichtet von Abu Yaqub Yusuf 1170 mit oktogonalem Grundriss.[1]
- Torre del Oro, Torre de la Plata in Sevilla
- Torre de la Malmuerta in Córdoba
- mehrere Türme in Talavera de la Reina
- Òdena, Burg in der Nähe von Barcelona
- Castelo de Paderne in Portugal
- zwei Türme am Castillo de Santa Catalina in Jaén
- Burg von Loulé in Portugal

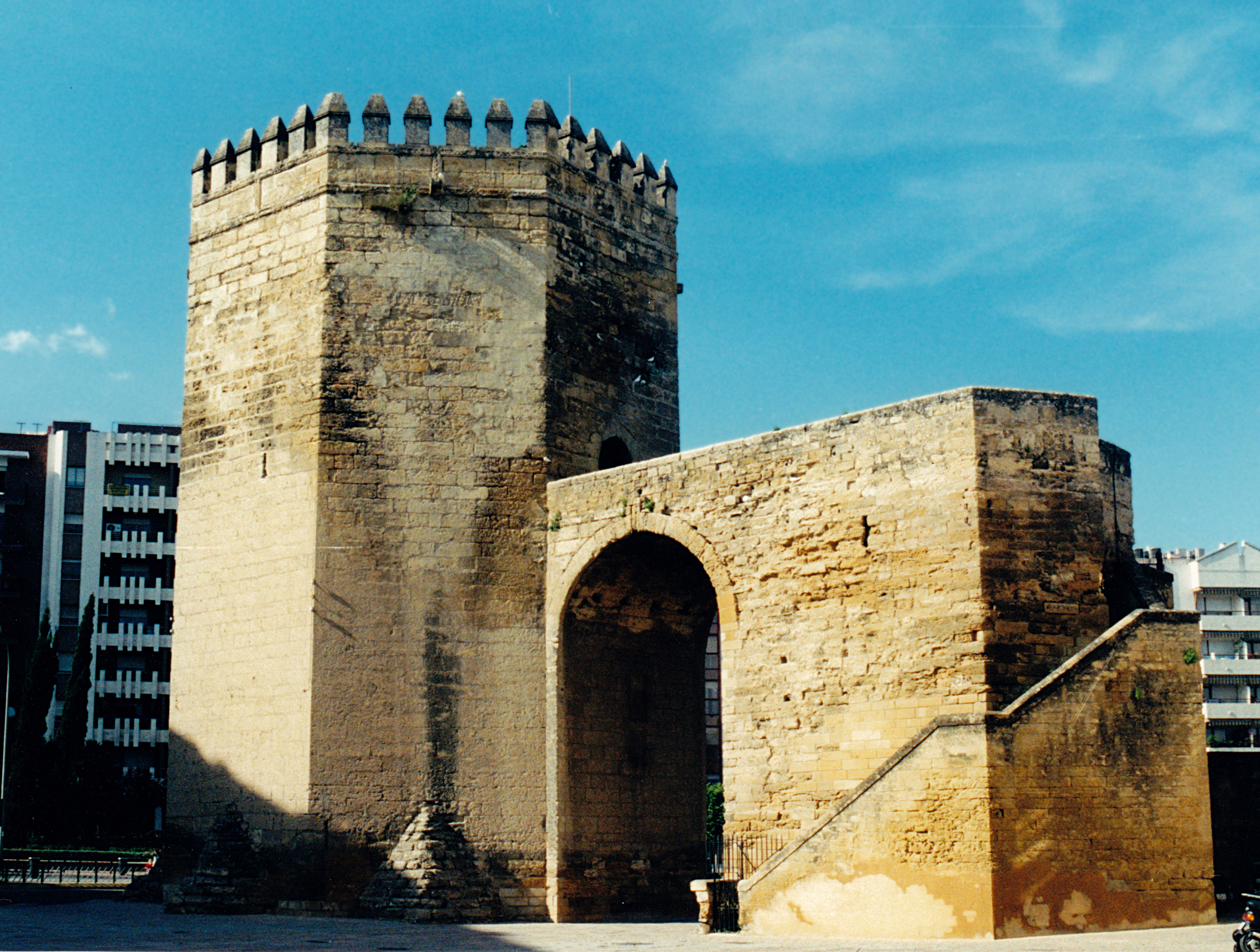
Torre de la Malmuerta in Córdoba
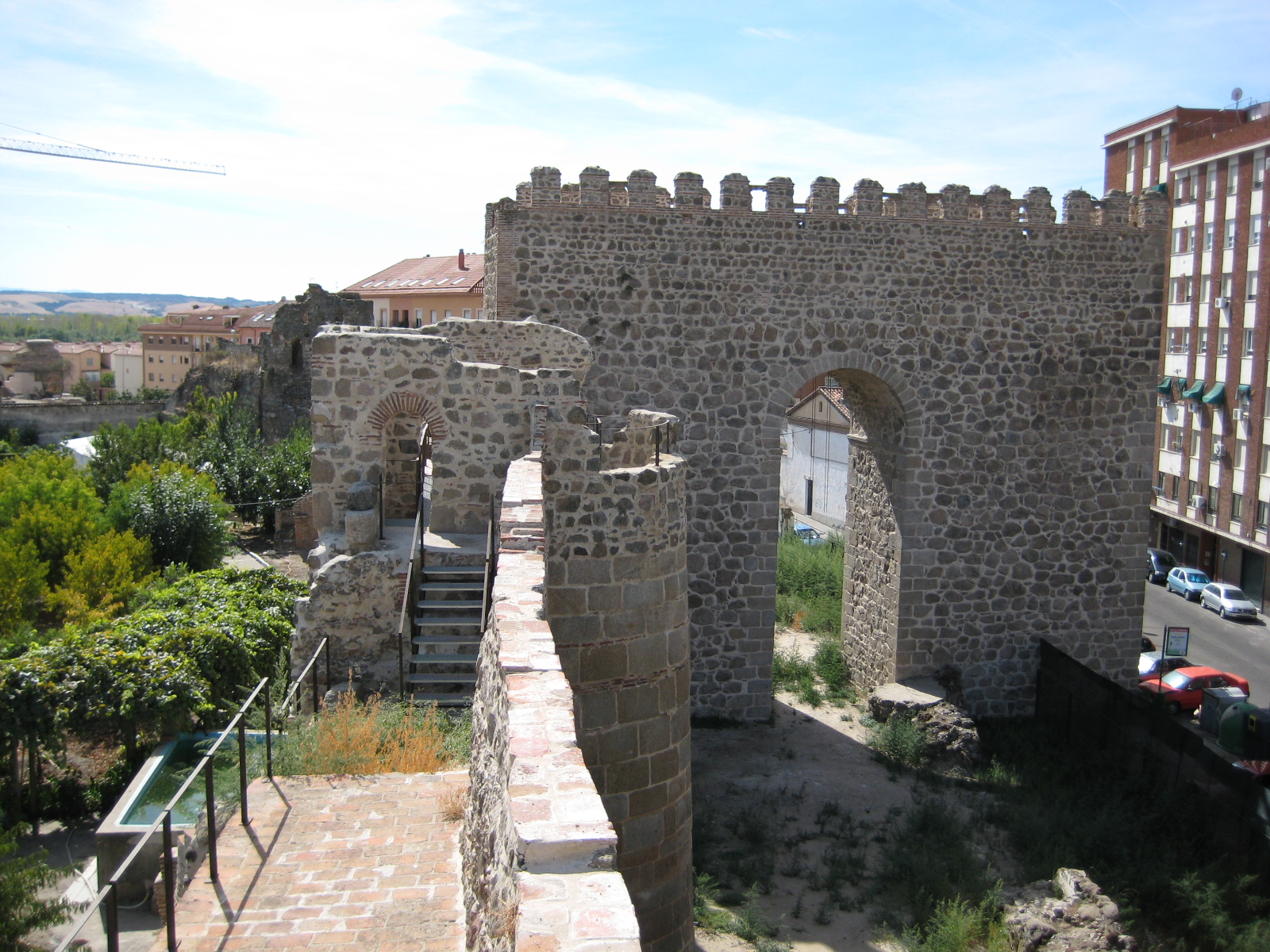
Talavera de la Reina
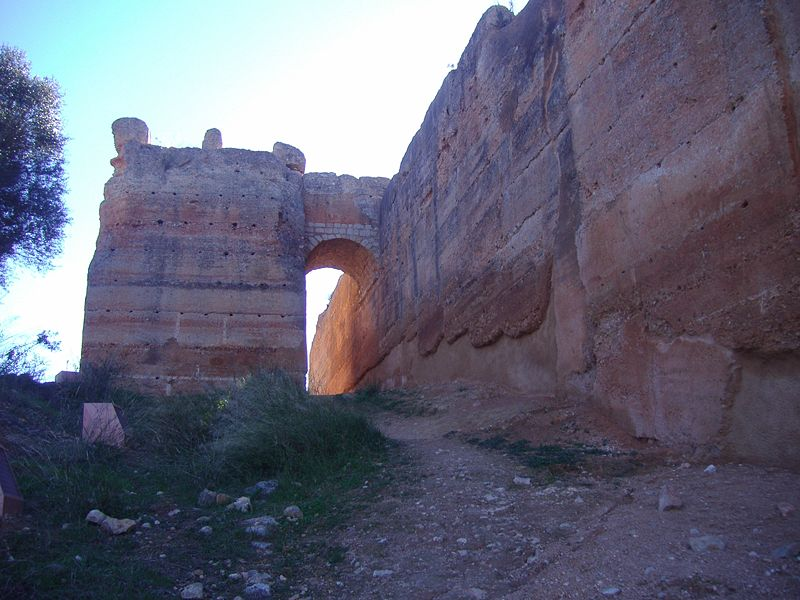
Castelo de Paderne (Portugal)
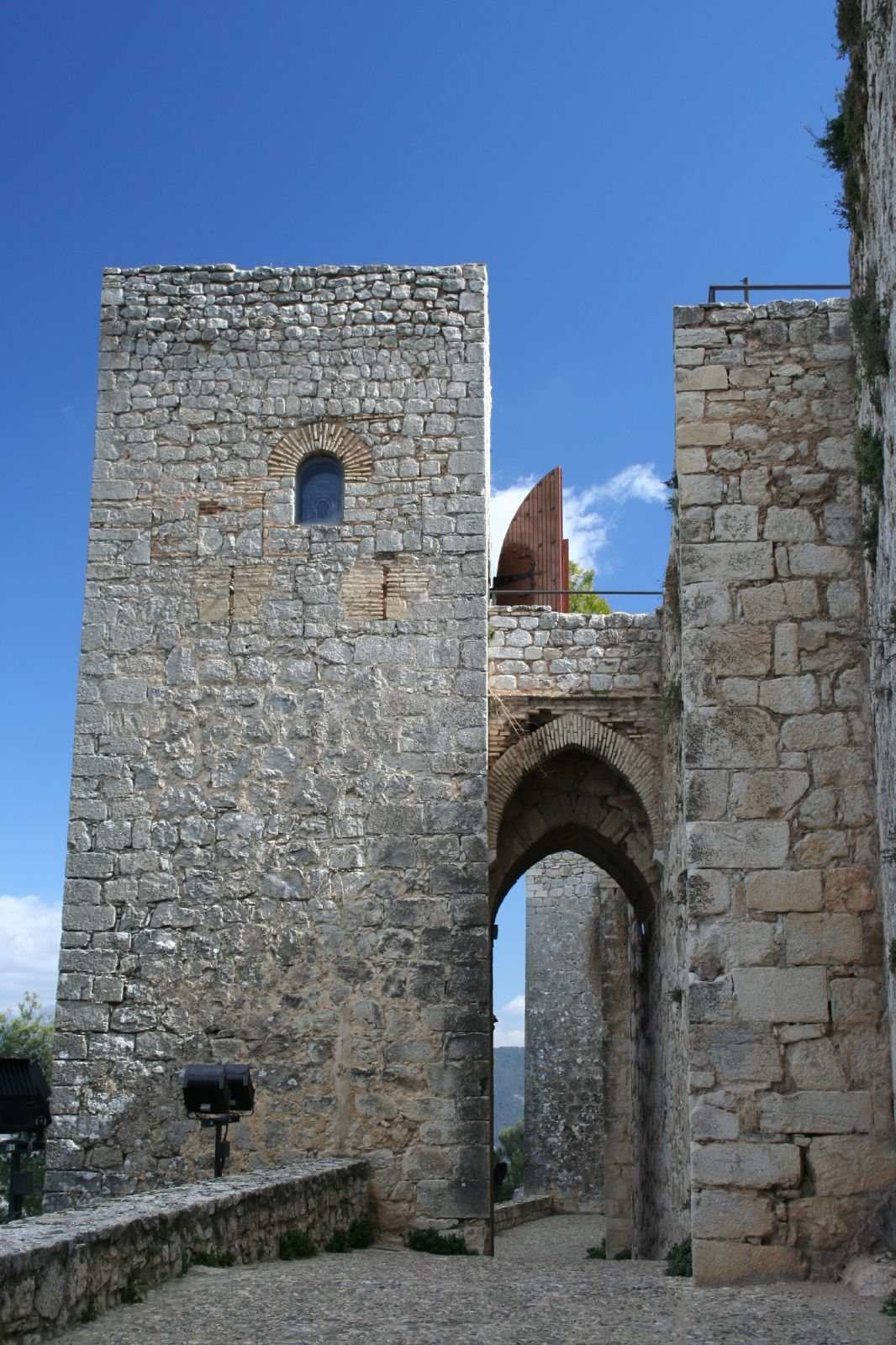
Einer der zwei Torres Albarranas in der Burg Santa Catalina in Jaén
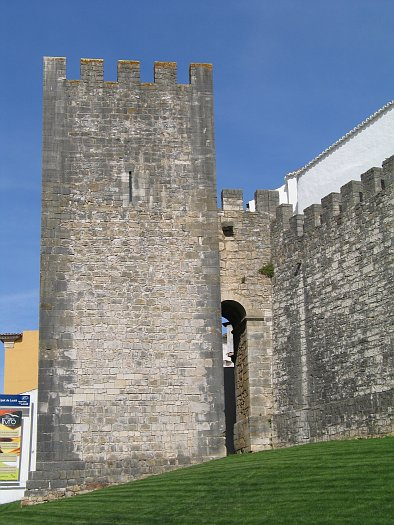
Burg von Loulé (Portugal)

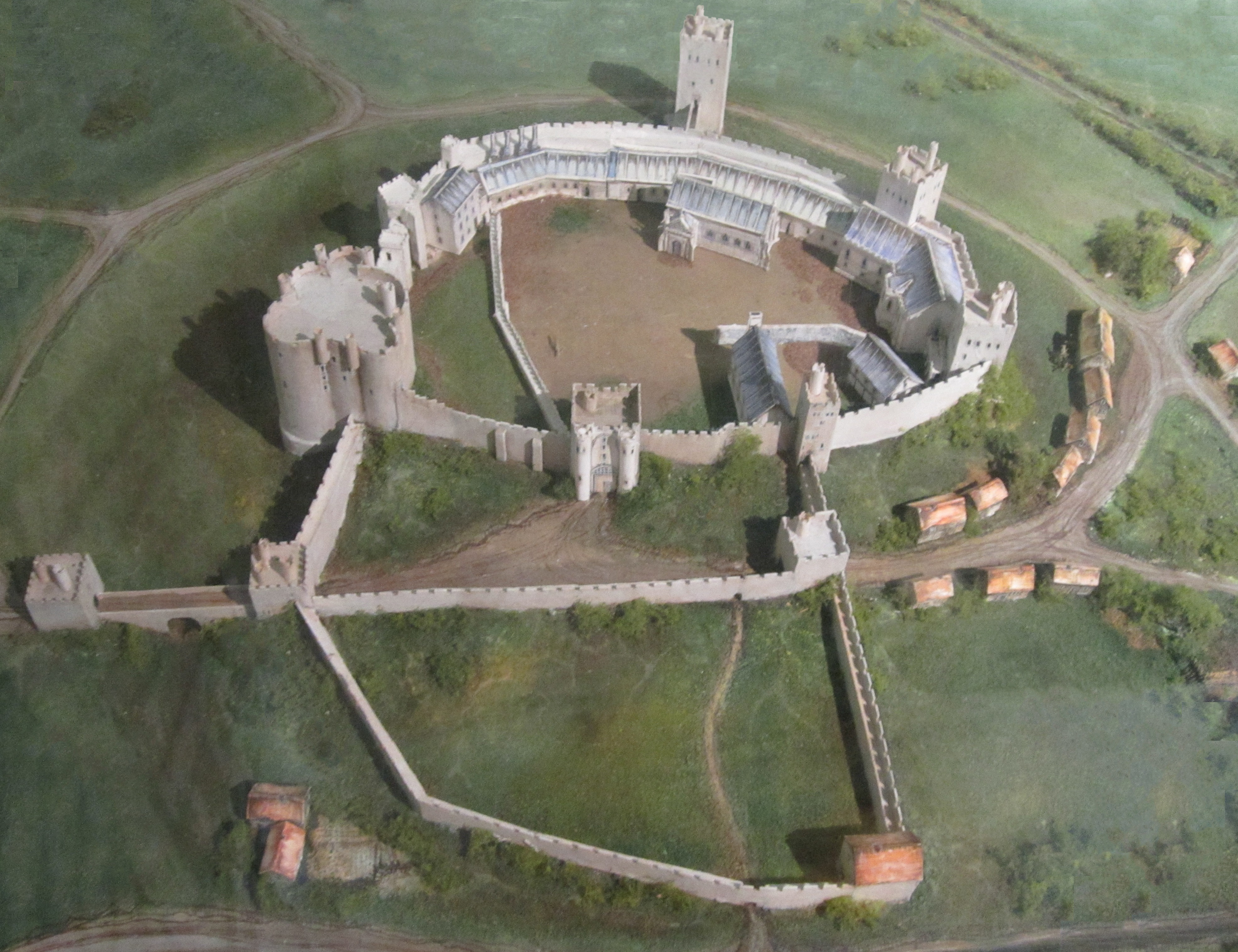
Modell des Pontefract Castle, Yorkshire

Möglicherweise das einzige Beispiel für eine Albarrana in England befindet sich in Pontefract Castle. Die Burg ist nur noch eine Ruine, aber die Albarrana Swillington Tower kann in den Überresten der Burg auf der Nordseite deutlich erkannt werden.